# Duchailluia yemenica
Duchailluia yemenica är en kackerlacksart som beskrevs av Bei-Bienko 1969. Duchailluia yemenica ingår i släktet Duchailluia och familjen storkackerlackor. Inga underarter finns listade i Catalogue of Life.